# 黒松内岳
黒松内岳（くろまつないだけ）は、北海道の寿都郡黒松内町にある標高740.0mの山である。山頂には二等三角点「黒松内岳」が設置されている。北海道百名山の一つである。

## 概要
狩場山地西端部に位置し、東西に長い山稜が特徴で三角点が設置されている地点が山頂とされているが、東には標高750mの最高点がある。西側の黒松内低地はブナの北限として知られる。山名の「黒松内」はアイヌ語の「クル・マツ・ナイ（和人の女のいる沢）」が語源で、出稼ぎの漁夫を慕った妻たちが時化に遭いこの地にとどまったことから付いたとされる。
2022年7月3日には黒松内岳で道に迷い遭難した2人の登山客が救助を呼ぼうとしたところ同日に発生したKDDI通信障害により通報することができず、LINEの通話機能で同僚に119番通報をしてもらい救助された。

## 登山
道道9号から黒松内川沿いの道を進むと登山口があり、登山道は「〇合目」と書かれた看板が設置されている。急登が所々にあり、一部は迂回路が設置されているほか上部にはロープ場が設けられている。山頂から三角点は登山道が存在せず藪漕ぎをして登るため訪れる人は少なく、多くは黒松内川支流にある黒滝を遡上する沢登りをする人が登る。